# 森川夕貴
森川 夕貴（もりかわ ゆうき、1993年9月2日 - ）は、テレビ朝日アナウンサー。

## 来歴
静岡県出身。桐陽高等学校、上智大学外国語学部英語学科卒業。大学時代は『ミス富士山コンテスト』に出場し、第25代ミス富士山グランプリに選出された。
2016年4月に入社。同月から『報道ステーション』お天気キャスターとして出演し、2018年10月からニュースキャスターとして出演していた。2021年4月12日、5月に一般男性と結婚予定であることを発表。同年10月から『スーパーJチャンネル』のメインキャスターを務める。
2024年4月から休職し、夫の赴任先に帯同すると発表された。

## 人物
普通自動車免許、中高教員免許（英語）、英語検定準1級、ファイナンシャル・プランナー（FP）13級の資格を所持している。
家族は父、母、弟が2人。

## 過去の出演番組
- 報道ステーション
  - お天気キャスター（2016年4月11日 - 2018年9月27日、月 - 木曜日担当〈2017年9月29日までは全曜日担当〉）
  - ニュースキャスター（2018年10月1日 - 2019年9月27日）
  - 金曜日メインキャスター（2019年9月30日 - 2020年5月29日）[14]
  - 木・金曜日メインキャスター（2020年6月1日 - 2021年10月1日[15]）
- サンデーステーション
  - 天気コーナー担当（2017年4月23日 - 2019年9月29日、2018年4月1日からはランキングコーナーも兼任）
  - メインキャスター（2020年10月18日 - 2023年4月2日）[16][17]
- ファクトリサーチTV - ナレーター（2018年4月15日 - 9月15日）
- スーパーJチャンネル
  - メインキャスター（2021年10月5日 - 2024年3月22日）[18]